# Colobete
Colobete ist ein osttimoresischer Ort im Suco Malilait (Verwaltungsamt Bobonaro, Gemeinde Bobonaro). Das Dorf liegt im Nordosten der Aldeia Taimea, auf einer Meereshöhe von 772 m. Eine kleine Straße führt durch den Ort, an der sich die Gebäude aneinander reihen. Auf ihr gelangt man nach Südwesten in das Dorf Grotu und nach Nordosten nach Atuela. Jenseits des Tals im Süden befindet sich das Dorf Gumer.